# Jens Wang
Jens Waldemar Wang, född den 11 mars 1859 i Fredrikshald, död den 28 maj 1926 i Oslo, var en norsk målare.
Wang studerade vid Den kongelige tegneskole i Kristiania samt för Christian Krohg och vid Académie Julian i Paris. Han utställde på 1880-talet flera friskt och kraftigt målade tavlor, men slog sig på 1890-talet huvudsakligen på dekorationsmålning och var 1899–1918 chef för dekorationsväsendet vid Nationalteatret i Kristiania. 